# György Mitró
György Mitró (6 marzo 1930 – 4 gennaio 2010) è stato un nuotatore ungherese, specializzato nello stile libero.

## Palmarès

### Olimpiadi
- Argento a Londra 1948 nella staffetta 4x200 metri stile libero maschile.
- Bronzo a Londra 1948 nei 1500 metri stile libero.

### Europei
- Oro a Monte Carlo 1947 nei 1500 metri stile libero.
- Argento a Monte Carlo 1947 nei 400 metri stile libero.
- Bronzo a Monte Carlo 1947 nella staffetta 4x200 metri stile libero.